# Пси² Водолея
Пси² Водолея (лат. ψ² Aquarii), 93 Водолея (лат. 93 Aquarii), HD 219688 — одиночная переменная звезда в созвездии Водолея на расстоянии приблизительно 302 световых лет (около 92 парсеков) от Солнца. Видимая звёздная величина звезды — от +4,46m до +4,4m.

## Характеристики
Пси² Водолея — бело-голубая переменная Be-звезда (BE:) спектрального класса B5V, или B5Vn, или B7/8V. Масса — около 4,11 солнечных, радиус — около 4,6 солнечных, светимость — около 565 солнечных. Эффективная температура — около 15212 К.